# Midian
Midian je čtvrtým studiovým albem britské extrememetalové skupiny Cradle of Filth. Dodnes se považuje za nejkomerčnější a nejvíc přístupné album, které kdy tato kapela nahrála, je ovlivněno novelou Clivea Barkera Cabal.

## Seznam skladeb
1. At the Gates of Midian – 2:21
2. Cthulhu Dawn – 4:17
3. Saffron's Curse – 6:32
4. Death Magick for Adepts – 5:53
5. Lord Abortion – 6:51
6. Amor E Morte – 6:44
7. Creatures that Kissed in Cold Mirrors – 3:00
8. Her Ghost in the Fog – 6:24
9. Satanic Mantra – 0:51
10. Tearing the Veil from Grace – 8:13
11. Tortured Soul Asylum – 7:46
12. For Those Who Died (Sabbat cover s hostujícím Martinen Walkyierem) (Japonská bonusová skladba) – 6:16

## Sestava
- Dani Filth – zpěv, texty
- Paul Allender – kytara
- Gian Pyres - kytara
- Martin Powell – klávesy
- Robin Eaglestone – baskytara
- Adrian Erlandsson – bicí